# Changxing, Guangdong
Changxing (kinesiska: 长兴) är ett stadsdelsdistrikt (jiedao) i sydöstra Kina. Det ligger i stadsdistriktet Tianhe i provinshuvudstaden Guangzhou i provinsen Guangdong. Antalet invånare är 66 098. Befolkningen består av 29 776 kvinnor och 36 322 män. Barn under 15 år utgör 13,0 %, vuxna 15-64 år 83 %, och äldre över 65 år 3,0 %.